# Hélder Câmara
Hélder Pessôa Câmara (ur. 7 lutego 1909 w Fortaleza, Ceará, zm. 27 sierpnia 1999 w Recife) – brazylijski biskup katolicki, jeden z czołowych przedstawicieli teologii wyzwolenia.

## Życiorys
Hélder Pessôa Câmara urodził się w wielodzietnej rodzinie jako jedenaste dziecko. W roku 1923 wstąpił do seminarium duchownego, a w wieku 22 lat został przyjął święcenia kapłańskie. W roku 1952 otrzymał sakrę biskupią, został biskupem pomocniczym archidiecezji Rio de Janeiro, później arcybiskupem Recife i Olindy w stanie Pernambuco (uważanych za najbiedniejsze części Brazylii).
Zyskał sobie przydomek „czerwonego biskupa”. Uznał, że Marks w kulturze współczesnej osiągnął taką rangę, jak Arystoteles w czasach średniowiecza, przeto należy, podobnie jak to uczynił św. Tomasz z Arystotelesem, dostosować teorię Marksa do wymogów wiary chrześcijańskiej. Do historii przeszło jego powiedzenie: „Kiedy daję biednym chleb, nazywają mnie świętym. Kiedy pytam, dlaczego biedni nie mają chleba, nazywają mnie komunistą”.
Autor książki Godzina Trzeciego Świata (w Polsce wydanej w 1973), w której przedstawiał swoje poglady na kwestie społeczne i przesunięcie punktu ciężkości rozwoju świata na kraje rozwijające się. Całość utrzymana była w duchu popularnej wówczas w Ameryce Łacińskiej teologii wyzwolenia.
Uczestniczył w tworzeniu Rady Episkopatu Ameryki Łacińskiej (CELAM), w ramach której pomagał zdefiniować „opcję preferencyjną dla ubogich”.
W latach dyktatury wojskowej 1964–1985 odznaczał się odwagą jako obrońca praw człowieka.

## Wyróżnienia i nagrody
Czterokrotny kandydat do Pokojowej Nagrody Nobla. W 1973 był zgłoszony do Pokojowej Nagrody Nobla przez amerykańskie stowarzyszenie religijne American Friends Service Committee (AFSC).
Laureat licznych nagród międzynarodowych.
26 grudnia 2017 brazylijski Kongres federalny uchwalił ustawę nadającą mu tytuł „Brazylijskiego Patrona Praw Człowieka”.
10 sierpnia 2020 zgromadzenie ustawodawcze stanu Pernambuco ogłosiło uchwalenie ustawy o przyznaniu mu tytułu „Patrona Praw Człowieka Pernambuco”.

## Sługa Boży
15 lutego 2015 r. arcybiskup Olindy i Recife, Antônio Fernando Saburido, wysłał do Watykanu list z prośbą o otwarcie procesu beatyfikacyjnego arcybiskupa Héldera Câmary. 25 lutego 2015 r. kard. Angelo Amato, stojący na czele Kongregacji Spraw Kanonizacyjnych, wydał zgodę na rozpoczęcie procesu beatyfikacyjnego, upoważniając arcybiskupa Olindy i Recife do otwarcia fazy diecezjalnej procesu.
5 września 2019 postulator procesu beatyfikacyjnego, br. Jociel Gomes z zakonu kapucynów oficjalnie przekazał Kongregacji Spraw Kanonizacyjnych dokumentację diecezjalną dotyczącą Câmary, co zakończyło fazę diecezjalną i zapoczątkowało rzymską fazę tego procesu.
W roku 2021 przekazano do Kongregacji Spraw Kanonizacyjnych duży zbiór zdigitalizowanych dokumentów (łącznie 52 800 skanów), które napisał Helder Camara, w tym teksty niepublikowane. Są wśród nich okólniki, pisana odręcznie korespondencja, w tym osobista, przemówienia itp..
W Anglikańskim Kościele Episkopalnym Brazylii Hélder Câmara jest już w kalendarzu świętych, a jego święto obchodzone jest 27 sierpnia.